# NGC 1767
NGC 1767 је расејано звездано јато у сазвежђу Златна риба које се налази на NGC листи објеката дубоког неба.
Деклинација објекта је - 69° 24' 2" а ректасцензија 4h 56m 27,4s. Привидна величина (магнитуда) објекта NGC 1767 износи 10,6 а фотографска магнитуда 10,9. NGC 1767 је још познат и под ознакама ESO 56-SC31.